# Union libre des travailleurs d'Allemagne

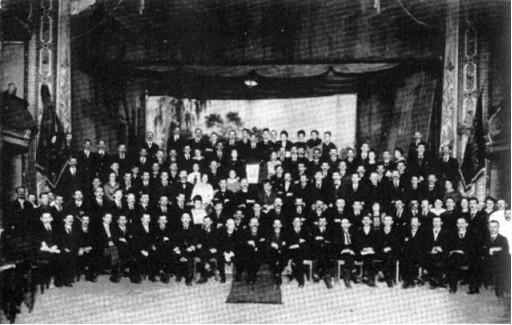
Les délégués de la FAUD au congrès d'Erfurt en 1922

L'Union libre des travailleurs d'Allemagne (Freie Arbeiter-Union Deutschlands, FAUD) est de 1919 à 1933 la principale organisation anarcho-syndicaliste d'Allemagne. Elle succède à l'Association libre des syndicats allemands (Freie Vereinigung deutscher Gewerkschaften, FVDG), le 15 septembre 1919, et sera dissoute lors de la venue au pouvoir du nazisme en 1933.

## Histoire
Du temps des lois antisocialistes entre 1878 et 1890, la liberté d'association n'est plus donnée aux sociaux-démocrates mais est tolérée à un niveau local. Il en est de même pour les syndicats. Durant ces années se développe une organisation entre syndicats locaux. Ces petits groupes de travail sont un facteur déterminant de la lutte syndicale en 1890.
Après l'abrogation de ces lois et la nouvelle constitution du Parti social-démocrate d'Allemagne (SPD), il est de nouveau permis de faire un grand syndicat social-démocrate. Un bon nombre de ces petits « syndicats libres » s'oppose à cette centralisation et tentent de maintenir leur fonctionnement au plus près de la base.
Le SPD monte en puissance dans le courant révolutionnaire, crée un syndicalisme de masse et développe une politique établie par le programme d'Erfurt en 1891. En 1897, se crée l'Association libre des syndicats allemands (Freie Vereinigung deutscher Gewerkschaften, FVDG). Elle s'oppose au centralisme pour se définir comme localiste puis proprement syndicaliste.
Dans le même temps, ceux qui se nomment les « Jeunes » sont exclus du SPD. Ils sont proches du localisme des syndicats dans leur organisation d'un parti entre 1878 et 1890 et rejettent la pratique parlementaire de ce parti. Cependant ils siègent d'abord dans sa structure centrale ; après quelques luttes de pouvoir, ils sont exclus en 1887.
Ils créent l'Association des socialistes indépendants (Vereinigung Unabhängiger Sozialisten, VUS). Deux tendances se dégagent : l'une social-démocrate antiparlementaire, l'autre anarchiste. En 1893, elle se divise. Le courant anarchiste se détourne pour le syndicalisme et l'anarchisme communiste de Pierre Kropotkine.
Du point de jonction de ces deux courants qui s'influencent mutuellement, se développe une variante spécifique allemande de l'anarcho-syndicalisme. Ensemble se crée un plan syndical, politique et culturel. D'autres formes d'origine syndicale mettent cette lutte en avant.
En 1919 se tient le congrès qui réunit la FVDG et quelques syndicats libres. Il promulgue la Déclaration relative aux principes du syndicalisme, écrite par Rudolf Rocker comme énoncé politique et se baptise le 15 septembre Union Libre des Travailleurs d'Allemagne (Freie Arbeiter-Union Deutschland (FAUD)).
La plus grande activité de la FAUD se situe entre 1919 et 1923. Un grand nombre de travailleurs et de travailleuses à l'esprit révolutionnaire la rejoignent en croyant y trouver une alternative à d'autres syndicats. À Cassel, Willi Paul (de) est un fondateur de la FAUD. Lors du putsch de Kapp, la FAUD soutient l'Armée rouge de la Ruhr contre la réaction politique, et soutient la continuation de la révolution de 1919 après sa fin.
Les bastions de la FAUD sont dans la Ruhr, en particulier Mengede, un quartier de Dortmund. Au sein de l'Union des Travailleurs Libres de Mengede, un groupe local de la FAUD comptant un millier de membres, en majorité des mineurs, se recrute l'un des premiers bataillons de l'Armée Rouge de la Ruhr.
À cette époque, la FAUD et d'autres organisations mènent des grèves. De nombreuses publications se créent comme l'hebdomadaire Der Syndikalist paraissant de 1918 à 1932, Die Schöpfung, journal quotidien en Rhénanie d'août à décembre 1921, ou Die Internationale, mensuel du milieu à la fin des années 1920 sur la théorie de l'organisation qui est diffusé internationalement. En outre, des organes locaux et corporatistes de la FAUD se fondent.
À Noël 1922, à l'initiative de la FAUD, lors d'un congrès à Berlin se constitue l'Association internationale des travailleurs (anarcho-syndicaliste). Elle reprend le concept de la Première Internationale et comprend divers groupes anarcho-syndicalistes, notamment en Europe et en Amérique. Elle est créée pour s'opposer à l'Internationale syndicale rouge et freiner l'influence du Parti communiste.
Au cours de son existence, la FAUD connaît des divisions (comme la FAUD de Gelsenkirchen qui rejoint en 1921 l'Union des Travailleurs Manuels et Intellectuels (Union der Hand- und Kopfarbeiter)) et une baisse importante de ses membres pour d'autres organisations. De 150 000 au début, ils ne sont plus que 10 000 au milieu des années 1920 puis 4300 en 1932. Néanmoins, elle reste dans certaines régions et les villes d'une force politique et surtout culturelle, comme le mouvement des chômeurs et des libres-penseurs ainsi que la Guilde des Bibliophiles Libertaires (Gilde freiheitlicher Bücherfreunde) (de).
Comme dans les années 1920, presque tous les groupes politiques forment des groupes d'action. Au sein de la FAUD se forment les "Groupes noires" (Schwarzen Scharen), en majorité des jeunes se considérant surtout comme anti-fascistes, en particulier en Silésie dans les quartiers et les usines.
La principale section féminine de la FAUD est l'Union féminine syndicaliste (Syndikalistischer Frauenbund (SFB)) (de) avec un effectif de 800 à 1000 membres. Milly Witkop-Rocker et Hertha Barwich sont les principales animatrices. Elle publie Frauenbund, supplément de Der Syndikalist. Une association de la jeunesse se forme, les Jeunes Anarchistes-Syndicalistes d'Allemagne Jeunes Anarchistes-Syndicalistes d'Allemagne (Syndikalistisch-Anarchistische Jugend Deutschlands (SAJD)), avec son magazine Junge Anarchisten (de).
En 1933, après une longue préparation, la FAUD se dissout avant l'arrivée du nazisme et tente ensuite d'exister clandestinement. Le bureau de la FAUD à Berlin est pris d'assaut et fermé. Le siège quitte Cassel pour Erfurt. Certaines organisations d'habitants et de travailleurs affiliées à la FAUD se maintiennent, jusqu'à mi-1937, les groupes anarcho-syndicalistes participent à la résistance contre Hitler.
En 1937, une partie de la FAUD part se battre dans la guerre d'Espagne à côté de la CNT. En Catalogne, elle forme le groupe des "Anarcho-syndicalistes allemands", auquel participent Augustin Souchy et Helmut Rüdiger. Ce groupe a la permission de s'occuper exclusivement des nazis présents en Espagne. D'autres personnes fuient l'Allemagne via les Pays-Bas et s'installent aux États-Unis et d'autres pays d'Amérique.
Après la Seconde Guerre mondiale, il y a des tentatives pour relancer la FAUD. À la pentecôte 1947, la Fédération des socialistes libertaires (Föderation freiheitlicher Sozialisten) (de) est fondée par d'anciens membres. Elle ne se considère pas comme une nouvelle FAUD mais comme une section de Association internationale des travailleurs (anarcho-syndicaliste). En 1977, la Freie Arbeiter-Union (FAU) (en français « Union libre des travailleurs ») se crée et revendique son héritage.

## Source, notes et références
- (de) Cet article est partiellement ou en totalité issu de l’article de Wikipédia en allemand intitulé « Freie Arbeiter-Union Deutschlands » (voir la liste des auteurs).